# Trello
Trello ist ein auf Kanban basierender Aufgaben-Verwaltungs-Onlinedienst des Unternehmens Atlassian. Der Dienst wurde am 13. September 2011 gegründet und hatte 2019 nach eigenen Angaben 50 Millionen Benutzer. Seit 2015 ist Trello auch auf Deutsch verfügbar.

## Geschichte
Der Quellcode der Anwendung wurde im Jahr 2011 von den Programmierern Bobby Grace und Justin Gallagher geschrieben, die für Fog Creek Software aus New York arbeiten. Die Entwicklung fand nach Vorbild der Produktionsplanungsmethode Kanban statt. Trello nutzt MongoDB, Node.js und Backbone.js.
Anfang Januar 2017 wurde bekannt, dass Atlassian Trello für einen Kaufpreis von 425 Mio. US-Dollar übernehmen wird. Die Akquirierung war Ende März 2017 abgeschlossen.

## Funktionen
In der Anwendung ist es möglich, in sogenannten Boards (auch gemeinsam nutzbar mit anderen Mitgliedern) Aufgaben in Listen zu verwalten. Die Aufgaben können beliebig bearbeitet und mit Checklisten, Anhängen, Terminen und vielem mehr versehen werden. Aber auch andere Konstellationen sind denkbar. Die Aufgaben selbst lassen eine umfangreiche Protokollierung zu.

## Geschäftsmodell
Trello basiert auf dem Freemium-Prinzip: Alle Grundfunktionen der Anwendung können kostenlos genutzt werden, z. B. ein Board erstellen und mit anderen Mitgliedern bearbeiten. Allerdings sind Extrafunktionen wie Hintergrundbilder und Sticker nur für kostenpflichtige Accounts freigeschaltet.